# Сингапурская кухня

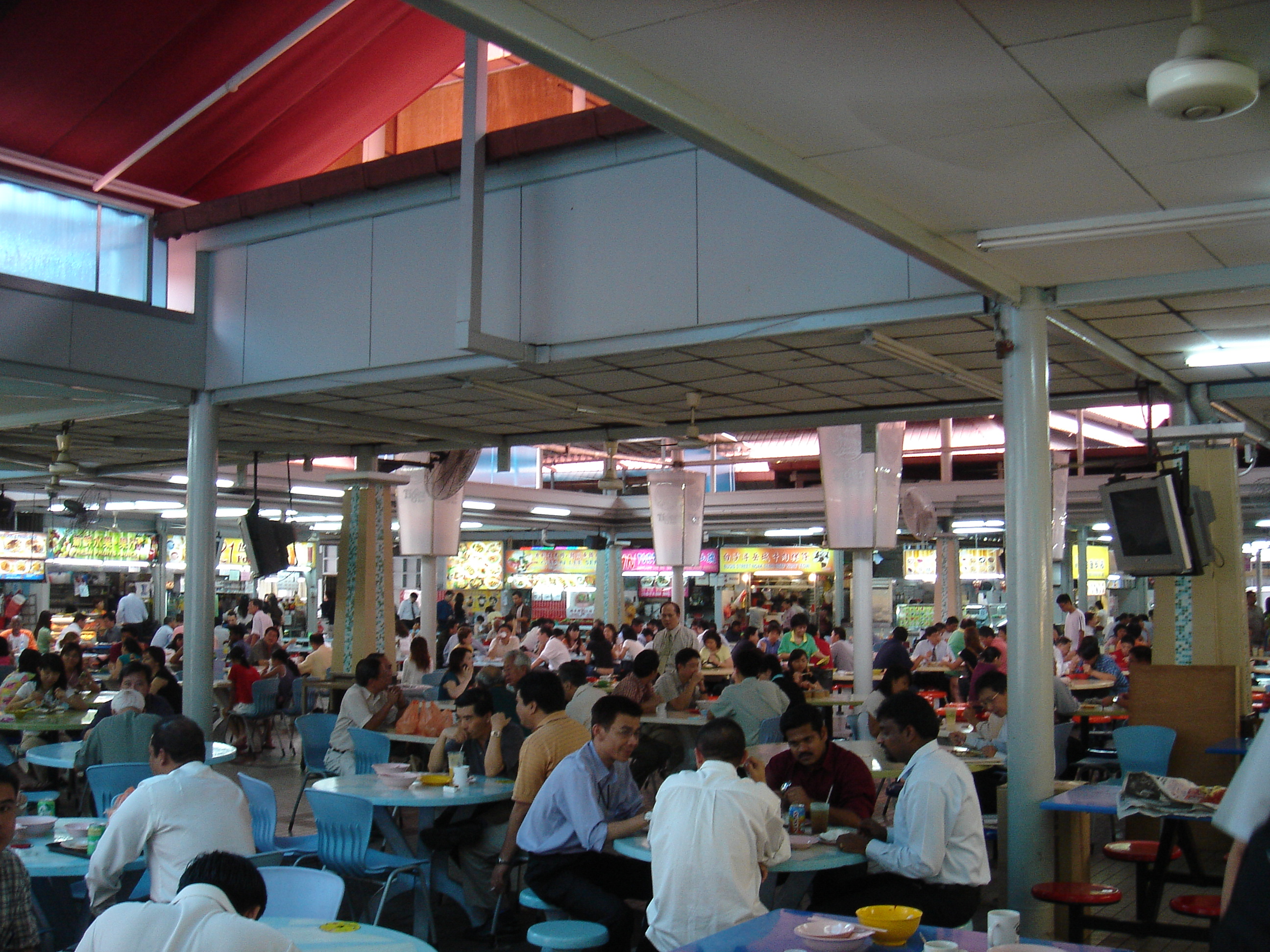
Типичный центр уличного питания в Сингапуре

Сингапурская кухня (англ. Singaporean cuisine, малайск. Masakan Singapura, кит. 新加坡飲食, там. சிங்கப்பூர் உணவு) — общий термин, которым обозначают большое разнообразие блюд различного происхождения, популярных в Сингапуре. Благодаря стратегическому положению города-государства, сингапурская кухня сложилась на протяжении многих веков под влиянием кухонь разных народов: малайской, китайской, индонезийской, индийской, перанаканской и европейской, особенно английской и португальской. Чувствуется также влияние цейлонской, тайской, филиппинской и ближневосточной кухонь. Китайский повар из уличного центра питания под влиянием индийской культуры может экспериментировать с такими ингредиентами, как тамаринд или куркума, тогда как индийский повар может готовить жареную лапшу.
Большое разнообразие местной кухни делает её привлекательной для туристов.
В основном сингапурцы предпочитают рестораны уличным центрам питания (англ. hawker centre).
Пища считается в Сингапуре важным элементом национальной идентичности и нитью, связывающей вместе различные культурные традиции. В сингапурской литературе пищу называют «национальной одержимостью». Сингапурцы часто говорят о еде.
Религия накладывает на еду некоторые ограничения. Мусульмане не едят свинину, индуисты — говядину, много также вегетарианцев. Обедая вместе, люди из разных общин проявляют понимание, а потому выбирают пищу, которая была бы приемлемой для всех.
Совет Сингапура по туризму пропагандирует сингапурскую кухню как ещё одну туристическую приманку, сравнимую с шопингом. Каждый июль правительство страны организует Сингапурский фестиваль еды. Мультикультурность местной пищи, легкодоступность блюд международных кухонь разных стилей, широкий диапазон цен создают в Сингапуре «пищевой рай».
Сингапур, будучи небольшой страной с высокой плотностью населения, имеет крайне мало возделываемых земель. Большинство продуктов и ингредиентов город импортирует, хотя есть маленькая группа местных фермеров, которые выращивают овощи, фрукты, ловят рыбу. Густая сеть воздушных и морских путей позволяет городу-государству ввозить сельскохозяйственную продукцию отовсюду.

## Популярные блюда

### Китайские
Многие китайские блюда были приспособлены иммигрантами из Китая к местным условиям с применением местных ингредиентов, а потому они не могут считаться чисто китайской кухней. В них чувствуется малайское, индийское и иное влияние. Китайское население Сингапура разноязычно, и каждая из этнических групп — хоккиен, теочу, хайнаньцы, кантонцы и хакка — привнесли что-то своё в сингапурскую пищу.

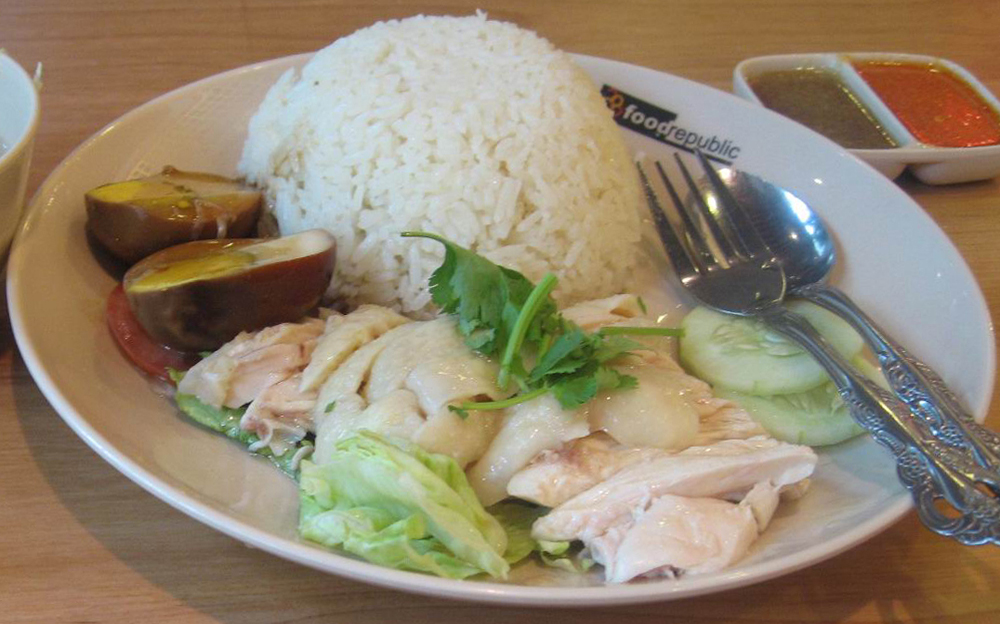
Рис с курицей. Сингапурцы едят или палочками, или вилкой и ложкой, а не вилкой и ножом, как европейцы

- Хайнаньский рис с курицей (кит. трад. 海南雞飯, упр. 海南鸡饭, пиньинь hǎi nán jī fàn) — рис, сваренный на пару, с кусочками курятины и огурцом. Обычно его едят с тёмным соевым соусом, соусом чили или имбирной пастой. Это блюдо считается в Сингапуре национальным. Оно происходит из Хайнаня, хотя сингапурский вариант только отчасти напоминает оригинальный.
- Жареный рис / char png (кит. трад. 炒飯, упр. 炒饭, пиньинь chǎo fàn) — рис, который жарят с кусочками мяса, овощами и яйцами.

### Малайские
- Аса́м-педа́с (индон. и малайск. asam pedas, буквально — «кисло-острое»), также аса́м-паде́х (мин. asam padeh, то же значение) — блюдо падангской кухни, получившее также значительное распространение в ряде других региональных кухонь Индонезии, Малайзии и Сингапура. Представляет собой рыбу или, реже, морепродукты, тушёные — иногда с добавлением овощей — в соусе с различными специями, в числе которых непременно присутствуют мякоть тамаринда и перец чили.
- На́си-горе́нг (малайск. Nasi goreng, буквально — «жареный рис») — обжаренная в растительном масле смесь риса с измельчёнными продуктами животного или растительного происхождения.
- Наси-лемак (малайск. Nasi lemak) — рис, приготовленный на кокосовом молоке на листе пандана, с курицей, арахисом, свежим огурцом, анчоусами, половинкой варёного яйца и специальным соусом.
- Лонто́нг (малайск. lontong) — плотная колбаска из риса или, реже, из других злаков, сваренная в обёртке из банановых листьев. Может подаваться в виде гарнира либо служить ингредиентом различных более сложных блюд, которые в этом случае нередко также называются «лонтонг».
- О́так-о́так (малайск. otak-otak) — небольшая продолговатая запеканка из рыбы, морепродуктов или, значительно реже, других белковых продуктов с различными добавками и специями, приготовленную в обёртке из банановых или пальмовых листьев. Имеет множество вариаций.
- Роджа́к (малайск. rojak) — фруктово-овощная смесь на тесте. Блюдо имеет большое количество региональных вариантов. В Малайзии и Сингапуре роджак, как правило, готовится из творога, фасоли, отварного картофеля, креветок, яиц, бобовых ростков, мяса каракатицы, огурцов, приправляется острым арахисовым соусом.
- Самбал (малайск. sambal) — соус или паста, обычно изготавливаемый из смеси различных перцев чили с вторичными ингредиентами, такими как лук-шалот, креветочная паста, чеснок, имбирь, тростниковый или пальмовый сахар, лимон, лайм и др. Название соуса, sambal, является индонезийским, позже малайским заимствованием из яванского языка (яв. ꦱꦩ꧀ꦧꦼꦭ꧀ sambel).
- Сатэ́й (сате, малайск. и англ. satay) — миниатюрный вариант шашлыка, который может готовиться на гриле практически из любых видов мяса, птицы, субпродуктов, даров моря и многих других продуктов, в том числе растительного происхождения — например, тофу, темпе, различных овощей и даже фруктов. Подаётся с острым арахисовым соусом, огурцом и луком.
- Чендол (малайск. Cendol) — традиционное малайское мороженое, представляющее собой смесь строганого льда, зелёной желеобразной вермишели из рисовой или соевой муки и сладкого сиропа на основе кокосового молока и пальмового сахара.

### Межкультурные
- Баксо́, реже басо́ (малайск. bakso) — блюдо индонезийской кухни. Представляет собой фрикадельки особого типа, изготовляемые практически из любых видов мяса, рыбы и морепродуктов. Подаются, как правило, в бульоне либо супе, часто с добавлением лапши или овощей, иногда в жареном виде.
- Кетупа́т (малайск. ketupat) — национальное блюдо ряда стран Юго-Восточной Азии, в частности, Индонезии, Малайзии, Сингапура, Брунея, Филиппин. Представляет собой небольшой брикет риса, сваренный в плотной оплётке из пальмового или, реже, бананового листа. Является важным атрибутом праздничного стола, особенно в ходе мусульманского праздника Ураза-байрам.
- Крупу́к (индон. krupuk, малайск. keropok) — чипсы, изготовляемые из крахмала либо муки различных видов, а также из измельчённых сушёных белковых продуктов (креветок, кальмаров, рыбы и др.), национальное блюдо Индонезии и Малайзии. Имеют множество вариаций. Под различными названиями распространены также в других странах Азиатско-Тихоокеанского региона.
- Лакса (малайск. Laksa) — рисовая лапша в кокосовой подливе с креветками, яйцом и, иногда, курятиной, рыбой, тофу. Специфически сингапурской в противовес малайской является катонг лакса (малайск. Katong laksa) с сырыми или слегка проваренными моллюсками.
- Перкеде́л (малайск. perkedel), реже пергеде́л, бергеде́л, бергеди́л или бегеди́л (малайск. pergedel, bergedel, bergedil, begedil) — блюдо индонезийской кухни, представляющее собой вариацию европейских фрикаделек. В отличие от последних, готовятся в основном из продуктов растительного происхождения — картофеля, кукурузы, батата, тапиоки, тогда как мясо, рыба или морепродукты обычно добавляются в фарш в той или иной пропорции либо не используются вовсе.
- Саю́р-лоде́, также саю́р-лоде́х (индон. sayur lodeh, буквально — «разваренные овощи») — блюдо индонезийской кухни. Представляет собой густой суп из овощей и, иногда, некоторых других продуктов, изготовляемый на основе кокосового молока.
- Тумпе́нг (индон. tumpeng, яв. ꦠꦸꦩ꧀ꦥꦼꦁ tumpeng, балийск. ᬢᬸᬫ᭄ᬧᭂᬂ tumpeng) — национальное блюдо Индонезии. Представляет собой коническую пирамидку, сформированную из сваренного особым образом риса, окружённую различными гарнирами. Имеет множество вариаций. Является важным атрибутом многих семейных, общинных и корпоративных застолий, а также некоторых религиозных церемоний.

### Индийские

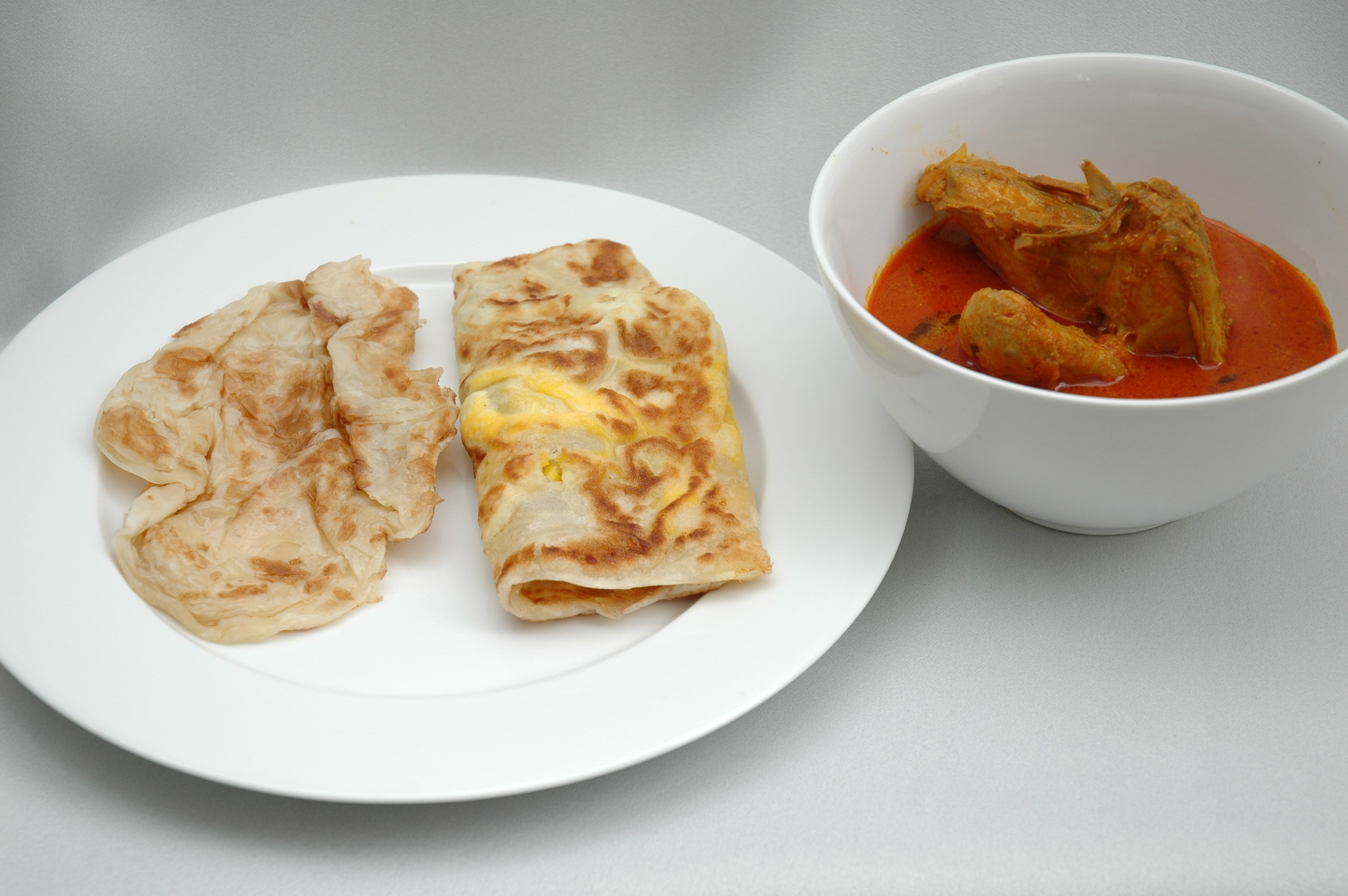
Роти Прата

- Мартаба́к, реже муртаба́к (араб. مطبق — мута́ббак, индон. и малайск. martabak) — блюдо, присущее кухням ряда стран Ближнего Востока, Южной и Юго-Восточной Азии. Представляет собой вид плоского жареного пирога. Имеет множество вариаций как в плане начинки и особенностей теста, так и в плане рецептуры приготовления.
- Цыплята тандури (в.-пандж. ਤੰਦੂਰੀ ਚਿਕਨ, там. தந்தூரி குஞ்சுகள்) — популярное индийское блюдо пенджабского происхождения, представляющее собой маринованных цыплят, запечённых в печи тандури.
- Доса, или досаи (там. தோசை, хинди दोसा (व्यंजन)) — распространённое у народов Южной Индии блюдо; тонкие, хрустящие блинчики из чечевичной и рисовой муки, испечённые на круглой, литой чугунной сковороде.
- Роти Прата (хинди रोटी प्रताप, там. ரோட்டி பிரதா) — индийские блинчики, местное видоизменение пакистанского и индийского блюда, популярное на завтрак или поздний ужин. Обычно подается с сахаром и различными современными ингредиентами — такими, как яйцо, сыр, шоколад, масала, дуриан и даже мороженое. В идеале блинчики должны быть хрустящими снаружи и мягкими внутри.

## Морепродукты

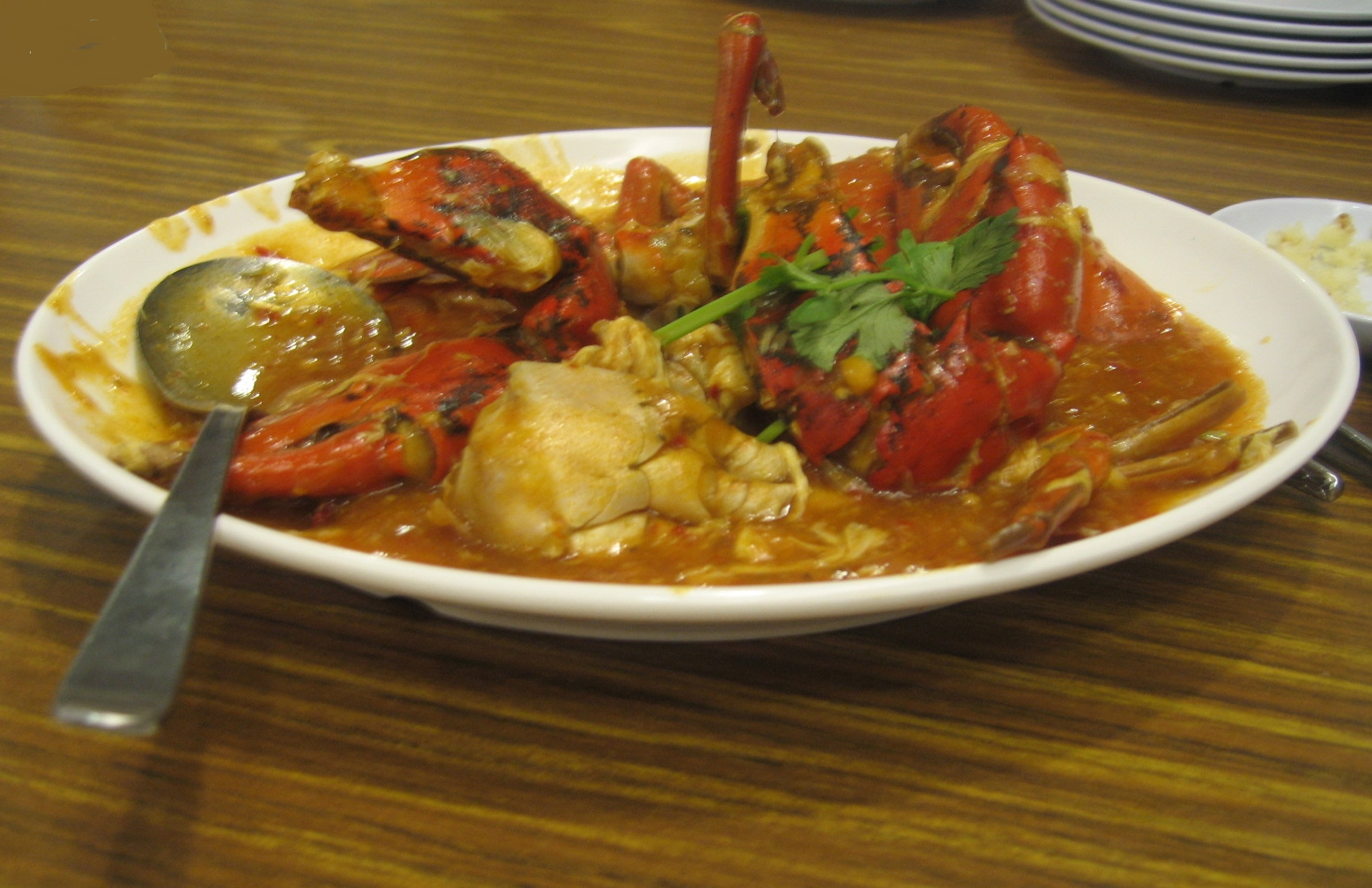
Краб под соусом чили

- Скат, приготовленный на гриле (кит. трад. 魟魚, упр. 魟鱼, пиньинь hōng yú; малайск. hang hir; англ. Sambal stingray) — скат с соусом самбал, подаётся на банановом листе, очень популярен в Малайзии под названием икан бакар (малайск. Ikan bakar).
- Краб под соусом из чёрного перца (кит. трад. 黑胡椒蟹, пиньинь hēi hú jiāo xiè).
- Краб под соусом чили (кит. трад. 辣椒螃蟹, пиньинь là jiāo páng xiè; малайск. Ketam cili) — краб в густой томатной подливе с кайенским перцем.
- Омлет с устрицами (кит. трад. 蚵仔煎, пиньинь kē zī jiān; малайск. Telur dadar tiram) — омлет с устричной начинкой, подаётся украшенным листьями кориандра.
- Самбал лала (малайск. Sambal lala) — разнообразные моллюски в раковинах, обжаренные с соусом самбал.

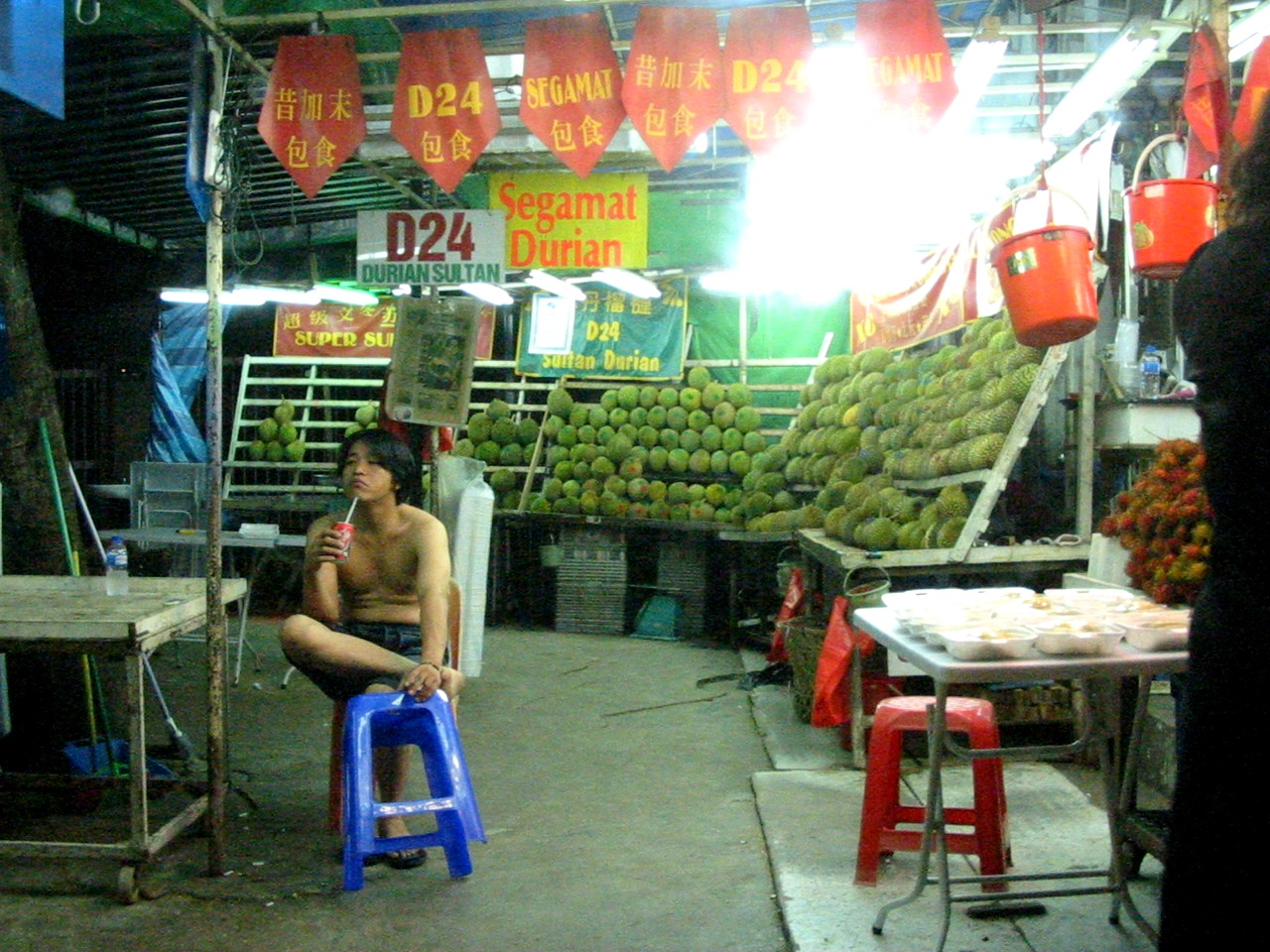
Ларёк с дурианами в Сингапуре

## Фрукты
Тропические фрукты доступны в Сингапуре круглый год, хотя большинство из них импортируют из соседних стран. Наибольшую известность среди них имеет дуриан. Несмотря на народную популярность, дурианы из-за их резкого и специфического запаха запрещено перевозить в общественном транспорте и потреблять в некоторых гостиницах и общественных зданиях.

## Напитки
Сингапурцы употребляют очень мало крепких алкогольных напитков, но много потребляют пива. Местная разновидность качественного светлого пива называется тигер бир (малайск. tiger bir, англ. Tiger Beer — тигриное пиво). Пьют также копи (малайск. Kopi tiam — кофе со сгущённым молоком), имбирный чай с молоком, который называют те (малайск. Teh halia tarik, англ. ginger tea with milk) и много разнообразных фруктовых соков.
Сингапурский слинг (англ. Singapore Sling) — алкогольный коктейль на основе джина, вишнёвого ликёра, апельсинового ликёра («Трипл-сек»), ликёра «Бенедиктин», а также гренадина, ананасового и лимонного сока с добавлением биттера «Ангостура». Родиной коктейля является Long Bar отеля «Раффлз».